# Vyšné Valice
Vyšné Valice (in ungherese: Felsővály) è un comune della Slovacchia facente parte del distretto di Rimavská Sobota, nella regione di Banská Bystrica.